# Гирин, Юрий Николаевич
Ю́рий Никола́евич Ги́рин (р. 8 ноября 1946, станица Мечётинская Зерноградского района Ростовской области) — советский и российский филолог, испанист. Специалист по латиноамериканской литературе, теории культуры и проблемам авангарда.

## Биография
Закончил Пятигорский педагогический институт иностранных языков по специальности учитель испанского и немецкого языков средней школы (1970). С 1971 по 1976 гг. работал учителем рисования и черчения в средних школах г. Кисловодска.
Учился в аспирантуре на кафедре зарубежной литературы филологического факультета МГУ им. М. В. Ломоносова (1976-1979). Защитил кандидатскую диссертацию по теме «Поэзия Хосе Марти» (1986). Доктор филологических наук (2013).
В 1980—1991 работал старшим контрольным редактором испанской редакции издательства «Прогресс» (затем — «Радуга»).
С 1991 по 1993 — научный сотрудник Института Латинской Америки РАН.
С 1993 по настоящее время — ведущий научный сотрудник Отдела литератур Европы и Америки Новейшего времени Института мировой литературы им. А. М. Горького РАН; ведущий научный сотрудник Отдела ибероамериканского искусства Государственного института искусствознания. Выступает как переводчик и теоретик культуры.

## Научная деятельность
Занимался переводами научной (литературоведение‚ философия) и художественной литературы (проза‚ поэзия) с русского языка на испанский и с испанского на русский. Обычно выступает одновременно как переводчик и интерпретатор творчества переводимого автора: в этом качестве проявил себя, например, в книгах «Избранное» Х. Х. Арреолы (СПб., Изд-во Ивана Лимбаха, 2007), «Висенте Уйдобро» (Изд-во Рудомино, М., 2007). Перевел книгу мексиканского философа Л. Сеа «Философия американской истории» (М., «Прогресс», 1984).
Основные труды опубликованы в 5-томной Истории литератур Латинской Америки, в альманахах «Iberica Americans» и «Проблемы ибероамериканского искусства», а также в журналах «Латинская Америка», «Вопросы искусствознания» («Искусствознание»), «Творчество», «Вопросы литературы», «Вопросы философии», «Культура и искусство», «Исторический журнал», «Диалог со временем», в интернет-изданиях и в иностранных журналах Испании, Кубы, Мексики, Бразилии, Японии. Неоднократно выступал с лекциями за рубежом (Куба, Мексика), принимал участие в многочисленных конференциях и «круглых столах» в Москве, выступал в телепередачах (канал «Культура») и по разным темам — в Институте Сервантеса.
Составитель, автор и ответственный редактор 2-томника «Авангард в культуре XX века (1900—1930). Теория. История. Поэтика». (М., ИМЛИ РАН, 2010).

### Работы в коллективных трудах
1. «Литература Кубы» / История литератур Латинской Америки. Кн. IV. М., 2004.
2. «Литература Колумбии» / История литератур Латинской Америки. Кн. IV. М., 2004.
3. «Литература Венесуэлы» / История литератур Латинской Америки. Кн. IV. М., 2004.
4. «Хосе Лесама Лима» / История литератур Латинской Америки. Кн. V. М., 2005.
5. «Пабло Неруда» / История литератур Латинской Америки. Кн. V. М., 2005.
6. «Сесар Вальехо» / История литератур Латинской Америки. Кн. V. М., 2005.
7. «Габриэль Гарсиа Маркес» / История литератур Латинской Америки. Кн. V. М., 2005.

### Избранные статьи
1. Граница и пустота: к вопросу о семиозисе пограничных культур. Размышления латиноамериканиста // Вопросы философии. 2002. № 11.
2. К вопросу о латиноамериканской модели мира // Латинская Америка. 1993. № 9.
3. «Сто лет одиночества» 35 лет спустя // Вопросы литературы. 2004. № 1.
4. Функция мифа в культуре Латинской Америки // Миф и художественное сознание XX века. М., 2011.
5. Синтез или гетерогенность? К проблеме латиноамериканского культурогенеза // Искусствознание. 2008. № 4.
6. Латинская Америка: идентичность или самость? // Исторический журнал: научные исследования. 2012. № 1.
7. Сесар Вальехо / Висенте Уйдобро: два створа латиноамериканского авангардизма // Латинская Америка. 2011. № 11.
8. Авангард между Испанией и Латинской Америкой / Проблемы ибероамериканского искусства. Вып. 2. Государственный институт искусствознания. 2009.
9. Авангард: теоретические аспекты и ибероамериканские проекции // Проблемы ибероамериканского искусства. Вып. 3. Государственный институт искусствознания. 2013 .
10. Авангардизм как пучок смыслов. Опыт исследования художественного сознания 1910—1930 гг. // Вопросы искусствознания. 1997. № 2.
11. Составляет ли авангард стиль? // Искусствознание. 2011. № 1-2.
12. Традиция барокко в авангардном искусстве Кубы XX века. // Латинская Америка, 2011. № 9.
13. Онтологизация знака в культуре авангарда // Вопросы философии. 2012. № 11.
14. Ретроспективизм авангарда первой трети XX века // Известия Российской академии наук. Серия литературы и языка. 2012. Т. 71. № 2.
15. Авангардная картина мира // Культура и искусство. 2011. № 3.
16. Латинская Америка: идентичность или самость? // Исторический журнал: научные исследования. 2012. № 1,
17. Нетрадиционность традиции в авангарде // Новые российские гуманитарные исследования. 2012. № 7.
18. Масса versus индивидуум //Художественная культура. № 4 (9). 2013.
19. Авангард как пограничная форма культуры // Диалог со временем. 2013. № 42.
20. Образ Первой мировой войны в поэтике авангарда / Литература и война. Век двадцатый. М., 2013
21. Виоленсия как тип культуры. Колумбийский вариант // Латинская Америка. 2013. № 11.
22. О десемантизации авангардного текста // Искусствознание. 2015. № 1.
23. Танатология испанской поэзии начала XX века // Латинская Америка. № 3. 2016.
24. Путями каравелл Колумба: наследие Валерия Земскова // Вопросы литературы. № 3. 2016. С. 271—281.
25. Инаковость Латинской Америки // Звенья. «Миры миров»: В поисках идентичности: Россия и Латинская Америка в сравнительно-исторической перспективе. 2016. № 1. С. 44-81.
26. Рождение авангарда из духа модернизма // Studia litterarum. 2016. T. I, № 3-4. С. 60-69.
27. Философия искусства авангарда. // Вопросы эстетики и теории искусства XX века. № 16. ГИИ. М., 2018. С. 333—345.
28. La función del mito en América Latina // Memoria de la identidad. Una mirada panorámica a la diversidad cultural mexicana. La Universidad de Guadalajara, México. 2018. P. 97-110.
29. Концепты самоидентификации латиноамериканского этоса // Сб. Проблемы ибероамериканского искусства. Вып. 4 М. ГИИ. 2017. С. 188—210.
30. К типологии репрессивных культур // Личность и творчество А. И. Солженицына в современном искусстве и литературе. Государственный институт искусствознания; Русский путь. М., 2018. С. 160—165.
31. «Какая методология нужна авангарду?» // Искусствоведение в контексте других наук в современном мире: Параллели и взаимодействия. Сб. трудов Международной научной конференции. РГБ, 2020. С.680-689.
32. Танатологический код в поэтике «сумеречности». // Поэзия сумерек или симфония человечества. К 100-летию антологии Курта Пинтуса «Сумерки человечества». Новые прочтения и интерпретации. М. Культурная революция, 2022. С. 23-30.
33. Феноменология рубежности: к типологии культурных интерференций // Художественная культура. 2023. № 3. С. 10-34.
34. В поисках эпистем, или Научная рецепция некоторых идей М.М. Бахтина // Художественная культура. 2023. № 4. С. 34-47.

### Монографии
1. Поэзия Хосе Марти. — М.: ИМЛИ РАН, 2002.
2. исп. Poesía de José Martí. – La Habana: Centro de Estudios Martianos. 2010.
3. Поэтика сверхпредельности. К интерпретации художественных процессов латиноамериканской культуры. Санкт-Петербург: Алетейя, 2008.
4. Картина мира эпохи авангарда. Авангард как системная целостность. — М.: ИМЛИ РАН, 2013.
5. Латинская Америка: культура инаковости. — М., Государственный институт искусствознания, 2019.